# Leptotarsus pygmaeus
Leptotarsus pygmaeus är en tvåvingeart som först beskrevs av Alexander 1914.  Leptotarsus pygmaeus ingår i släktet Leptotarsus och familjen storharkrankar.
Artens utbredningsområde är Peru. Inga underarter finns listade i Catalogue of Life.